# Jaipurhat
Pour le district, voir Jaipurhat (district).
Jaipurhat est une ville du Bangladesh de plus de 59 000 habitants. Elle est située dans le district de Jaipurhat, division de Rajshahi.